# Всемирные летние специальные Олимпийские игры 2011
Всемирные летние специальные Олимпийские игры 2011 — специальные Олимпийские игры, которые состоялись в период с 25 июня по 4 июля 2011 года в Афинах, Греция. Церемония открытия состоялась на историческом стадионе Панатинаикос, церемония закрытия игр состоялась на Олимпийском стадионе. В Играх приняли участие 7 000 спортсменов, которых сопровождали 2500 тренеров, 40 тыс. родственников, 3000 представителей СМИ из 180 стран мира и 25 000 волонтёров.
С 29 мая по 3 июня 2010 года в Афинах проходили Национальные игры, предшествующие специальной Олимпиаде, которые стали первым этапом проверки готовности к Мировым летним играм Специальной Олимпиады 2011 года, что приняла греческая столица.
7 октября 2010 года факел Специальных олимпийских игр прибыл в Афины и был передан Президенту Греции Каролосу Папульясу, который также записался волонтёром для этих игр.
В начале 2011 года к подготовке Игр присоединилась волонтёрская организация «Действие гражданина» (греч. Έργο Πολιτών).

## Виды спорта
Утвержден перечень видов спорта:
- Водные виды спорта
- Легкая атлетика
- Бадминтон
- Баскетбол
- Бочче
- Боулинг
- Велоспорт
- Конный спорт
- Хоккей
- Футбол
- Гольф
- Гимнастика
- Дзюдо
- Пауэрлифтинг
- Катание на роликовых коньках
- Парусный спорт
- Софтбол
- Настольный теннис
- Футбол
- Теннис
- Волейбол